# Пятнистая мурена
Пятнистая мурена (лат. Enchelycore pardalis) — вид лучепёрых рыб семейства муреновых (Muraenidae). Содержат в аквариумах, из-за яркой окраски. Промыслового значения не имеет.

## Описание
Длина тела достигает 92 см. Общее количество позвонков  — 119—126.  Длинные трубчатые задние ноздри расположены на рыле над передней частью глаза; передние ноздри также трубчатые, но короче задних. Ярко-окрашенная рыба, от коричневого до коричневато-оранжевого цвета с неровными тёмно-коричневыми полосами на теле и множеством белых пятен с тёмными краями. В дикой природе живёт 30 лет.

## Ареал
Широко распространены в Индо-Тихоокеанской области от острова Реюньон до южной Японии, Южной Кореи, Новой Каледонии и Гавайев.

## Биология
Населяют скалистые и коралловые рифы на глубине от 8 до 60 м. Ведут скрытый одиночный образ жизни, прячась в камнях и расщелинах и кораллах. Питаются рыбами и ракообразными. Мелкие особи выходят из убежища, когда наступают сумерки, и охотятся до рассвета. Крупные особи охотятся раз в несколько дней. Плохое зрение, поэтому ориентируется на слух с обонянием. 
Размножение изучено не очень хорошо. Известно, что рыбы мечут 100-200 тысяч икринок. Личинки достигают размера 1 см через две недели после рождения.

## Содержание
Обладают агрессивным характером. Для хорошего самочувствия надо сделать множество укрытий. Для грунта используется мелкая галька. Желательно плотно закрыть крышку аквариума, ведь мурена может сбежать. Требуется слабое освещение, и только днём. Температура воды должна быть 26-32°C. Вода меняется каждые две недели на 20% от объёма аквариума. На одну взрослую особь требуется 500 л воды. Надо кормить раз в неделю живой рыбной мелочью, в том числе и замороженным кормом. Испуганная мурена может потерять аппетит на месяц, или даже больше. Живёт в неволе 9-10 лет.